# Žádostivá těla
Žádostivá těla (v originále Les Corps impatients) je francouzský hraný film z roku 2003, který režíroval Xavier Giannoli jako volnou adaptaci stejnojmenného románu Christiana de Montelly. Snímek měl premiéru ve Francii dne 23. dubna 2003.

## Děj
Student práv Paul doprovází svou přítelkyni Charlotte do velkoměsta, kde musí podstoupit sérii lékařských vyšetření. Mladý pár tráví čas mezi nemocnicí a sexem. Charlotte, zlomená svou začínající rakovinou, se cítí stále unavenější. Jednoho dne, když Charlotte spí, je navštíví Ninon, její sestřenice, kterou neviděla pět let.

## Obsazení
| Laura Smet               | Charlotte        |
| Nicolas Duvauchelle      | Paul             |
| Marie Denarnaud          | Ninon            |
| Catherine Salviat        | matka            |
| Maurice Antoni           | profesor Verdoux |
| Julien Bouvard           | Julien           |
| Louis-Do de Lencquesaing | internista       |

## Ocenění
- César: nominace v kategoriích nejslibnější herec (Nicolas Duvauchelle) a nejslibnější herečka (Laura Smet)